# Pietro Lando
Pietro Lando (Venecia, 1462- Venecia, 9 de noviembre de 1545) fue el dux de Venecia, entre los años 1539 y 1545, que durante su mandato debió enfrentar una guerra desfavorable contra el Imperio Otomano.
Nacido en una familia de la aristocracia veneciana, pero de nobleza reciente, Lando se dedicó al comercio en sus años juveniles, convirtiéndose luego en abogado. Fue designado para diversos puestos administrativos en las colonias venecianas y eventualmente llegó a ser embajador. Durante la Guerra de la Liga de Cambrai fue hecho prisionero en 1509 mientras dirigía tropas venecianas, siendo liberado reciém tres años después.
Tras un periodo de retiro de la vida pública, Pietro Lando fue asesor y colaborador del dux Andrea Gritti desde 1523 y al morir Gritti en diciembre de 1538 fue favorito para la sucesión, siendo elegido como nuevo dux el 19 de enero de 1539. 
Una de las primeras preocupaciones de Lando en su nuevo cargo era continuar la guerra contra el Imperio Otomano que ya había empezado en 1537 cuando la flota otomana invadió la colonia veneciana de Corfú. La guerra marchó negativamente para la República de Venecia: ya en septiembre de 1538 la flota veneciana sufría graves perdidas al ser vencida por las naves turcas en la Batalla de Preveza y luego en 1539 el triunfo otomano en el Asedio de Castelnuovo agravó la situación de los venecianos.
La guerra contra los otomanos terminó en 1540 con una derrota final, debiendo Lando aceptar una paz que dejaba al Imperio Otomano la posesión de todos los territorios venecianos que había conquistado en el Peloponeso desde 1537. Junto con ello, las pérdidas financieras y de territorio causadas por la guerra provocaron una hambruna y crisis económica en los territorios venecianos entre 1539 y 1543, que redujo más todavía la simpatía popular hacia el gobierno; esto se trató de combatir instuarando el cuerpo de "inquisidores del estado" encargados de vigilar a toda la población mediante el espionaje. 
El año 1544 trajo una crisis entre la República de Venecia y el Papado, que ansiaba extender la influencia de la Inquisición romana al territorio veneciano. Para esa época el dux Pietro Lando, anciano y enfermo, se había desentendido de casi todos los problemas de administración y había dejado de participar en las sesiones de los órganos gubernativos, si bien no se pidió su destitución por cuanto Lando murió el 9 de noviembre de 1545.